# Amtsgericht Wallmerod
Das Amtsgericht Wallmerod war ein preußisches Amtsgericht mit Sitz in Wallmerod, Rheinprovinz.

## Geschichte
Durch § 12 der Verordnung vom 22. Februar 1867 wurde nach der Annexion Nassaus durch Preußen die Trennung von Verwaltung und Justiz angeordnet. Diese war im Herzogtum Nassau nicht gegeben. Die Ämter waren sowohl Verwaltungsbezirke als auch Gerichte erster Instanz. In Wallmerod bestand das Amt Wallmerod. Mit Verordnungen vom 26. Juni 1867 und 21. August 1867 wurde die Justizfunktion den neu geschaffenen Amtsgerichten, darunter dem Amtsgericht Wallmerod, übertragen. Das Amtsgericht Wallmerod war zunächst dem Kreisgericht Limburg nachgeordnet. Im Rahmen der Reichsjustizgesetze wurden diese Gerichte 1879 aufgehoben. Das königlich preußische Amtsgericht Wallmerod wurde mit Wirkung zum 1. Oktober 1879 als eines von 14 Amtsgerichten im Bezirk des Landgerichtes Neuwied im Bezirk des Oberlandesgerichtes Frankfurt am Main gebildet. Der Sitz des Gerichts war die Stadt Wallmerod. Sein Gerichtsbezirk umfasste aus dem Landkreis Altenkirchen die Bürgermeisterei Gebhardshain und die Bürgermeisterei Wissen ohne den Teil, der dem Amtsgericht Waldbröhl zugeordnet war. Am Gericht bestanden 1880 zwei Richterstellen. Das Amtsgericht war damit ein mittelgroßes Amtsgericht im Landgerichtsbezirk. Mit dem Preußischen Gesetz über die Neugliederung von Gerichtsbezirken im Bereich der Oberlandesgerichte Frankfurt am Main, Hamm und Köln vom 23. Juni 1933 wurde das Landgericht Neuwied aufgehoben. Das Amtsgericht Wissen wurde dem Landgericht Limburg zugeordnet.
Nach dem Zweiten Weltkrieg wurden das Land Rheinland-Pfalz geschaffen und die Gerichtsorganisation neu geordnet. Das Amtsgericht Wissen kam damit zum Landgericht Koblenz. Im Rahmen der Gebietsreform wurden die Amtsgerichte Rennerod und Wallmerod zum 1. Januar 1967 aufgelöst und dafür das Amtsgericht Westerburg errichtet.

## Richter
- Ludwig Raab (Amtsrichter 1882 bis 1891)[7]